# Heinkel HD 43
Heinkel HD 43 – powstały na zamówienie Armii Czerwonej samolot myśliwski, będący modyfikacją samolotu Heinkel HD 37. Za projekt i budowę odpowiedzialna była niemiecka wytwórnia Heinkel.

## Historia
Radzieccy wojskowi mieli okazje zapoznać się z doświadczeniami niemieckich lotników, którzy brali udział w zajęciach prowadzonych na terenie Szkoły Pilotów Wojskowych w Lipiecku. Szczególnie pozytywne wrażenie wywarł na nich niemiecki samolot rozpoznawczy i myśliwski Heinkel HD 17. Będąc pod wrażeniem właściwości pilotażowych i osiągów maszyny, dowództwo Armii Czerwonej zamówiło u Hainkla dwa egzemplarze nowej maszyny myśliwskiej, oznaczonej jako Heinkel HD 37, z opcją zakupu licencji na produkcje samolotu w Związku Radzieckim. Ukończony prototyp HD 37 został oblatany na początku kwietnia 1927 roku. Samolot cechował się bardzo dobrymi osiągami, podczas jednego z lotów testowych uzyskano na nimi rekordową w owym czasie wysokość lotu. Strona radziecka zapoznawszy się z nową konstrukcją sfinalizowała transakcje a obydwa zamówione prototypy trafiły do Związku Radzieckiego celem przeprowadzenia dalszych prób. 
20 lipca 1928 roku, w trakcie próby korkociągu utracono jeden z egzemplarzy, pilot zdołał bezpiecznie opuścić maszynę. Strona radziecka zażądała od niemieckiego producenta wprowadzenia modyfikacji w konstrukcji samolotu, mających na celu poprawienie własności pilotażowych, szczególnie z uwzględnieniem wykonywania korkociągu. W styczniu 1929 roku do Niemiec udała się sowiecka delegacja pod przewodnictwem Jakowa Ałksnisa, mająca nadzorować prowadzone prace. Zmiany jakie wprowadzili niemieccy inżynierowie objęły profil skrzydła, zmniejszono powierzchnię skrzydeł, zmodyfikowano podwozie i usterzenie. Tak przeprojektowane samoloty otrzymały oznaczenie HD 43a. Wybudowano dwa prototypy o numerach seryjnych W.Nr. 326 i 327. Samolot został oblatany latem 1929 roku. Za jego sterami siedział szwedzki pilot doświadczalny, Nils Söderberg. 3 sierpnia tego samego roku, jeden z prototypów, za sterami którego siedział pilot ośrodka doświadczalnego lotnictwa morskiego w Travemünde, Walter Hagen, wziął udział w pokazach lotniczych. 
Pod koniec 1929 roku obydwa samoloty trafiły do Związku Radzieckiego gdzie w styczniu 1930 rozpoczęto ich testy w locie w Instytucie Lotniczo-Badawczym Sił Powietrznych w Moskwie. Głównym pilotem doświadczalnym trwających miesiąc testów był W. O. Pissarenko. Rezultatem badań w locie było odkrycie, iż HD 43 ma gorsze właściwości pilotażowe niż HD 37, tym samym, radzieckie dowództwo odrzuciło ofertę kupna modelu HD 43, pozostając przy wcześniejszej konstrukcji. W 1930 roku Heinkel wybudował jeszcze dwa egzemplarze HD 43b, o numerach seryjnych W.Nr. 344 i 345. Obydwa samoloty sprzedano do Syjamu, gdzie służyły w tamtejszych siłach powietrznych pod oznaczeniem Khap Lai Typ 8, przemianowanym następnie na Typ 15.

## Konstrukcja
HD 43 był dwupłatowym, jednoosobowym myśliwcem. Konstrukcja kadłuba opierała się na stelażu wykonanym z rur molibdenowo-stalowych. Kadłub w przedniej części, z silnikiem do kabiny pokryty płytami aluminiowymi, w dalszej części płótnem i częściowo sklejką. Skrzydła o drewnianej konstrukcji pokryte płótnem. Górne, o większej rozpiętości, wysunięte do przodu względem dolnego. Płaty połączone ze sobą i z kadłubem zastrzałami w kształcie litery N. Odkryta kabina pilota umieszczona w najwyższym punkcie kadłuba gwarantująca bardzo dobrą widoczność. Podwozie stałe z płozą ogonową. Maszyna napędzana była pojedynczym 12-cylindrowym silnikiem rzędowym BMW VI 7,3 chłodzonym cieczą.